# Mansur Shah II di Pahang
Paduka Sri Sultan Mansur Shah II ibni al-Marhum Sultan Zainal Abidin Shah (... – 1560) è stato sultano di Pahang dal 1555 al 1560.

## Primi anni di vita
Conosciuto come Raja Mansur prima della sua ascesa al trono, era il figlio maggiore del settimo sultano di Pahang Zainal Abidin Shah e della sua moglie reale, Raja Putri Dewi, figlia di Mahmud Shah di Malacca. Mansur Shah II sposò in prime nozze Raja Putri Fatima, figlia maggiore del sultano Alauddin Riayat Shah II di Johor e di sua moglie Raja Puspa Dewi binti Sultan Mahmud Shah ibni al-Marhum Sultan Muhammad Shah. Dopo essere rimasto vedovo sposò Putri Bakal binti Raja Ahmad, figlia del raja Ahmad bin Raja Muhammad di Terengganu. Da loro ebbe sei figli, tre maschi e tre femmine.

## Regno
Nel 1555 succedette al padre. Secondo il Bustanus Salatin, un testo malese classico, Mansur Shah II venne ucciso in una battaglia contro i giavanesi indù che ebbe luogo nel Pahang meridionale nel 1560. Fu sepolto nel cimitero Tanjung Brunei nel Pahang e gli succedettero come regnanti congiunti i fratelli minori, Raja Jamal e Raja Kadir. Venerato come martire del jihād ricevette il titolo postumo di Marhum Shahid.